# Eugène Milliès-Lacroix
Pour les articles homonymes, voir Lacroix.
Eugène Milliès-Lacroix est un homme politique français né le 16 janvier 1876 à Dax (Landes) et décédé le 7 février 1961 dans la même ville.

## Biographie
Fils de Raphaël Milliès-Lacroix, maire de Dax, président du conseil général des Landes de 1922 à 1924, sénateur et ancien ministre des Colonies, c'est tout naturellement qu'Eugène Milliès-Lacroix entre en politique, tout d'abord conseiller municipal de Dax en 1907.
En 1919, il choisit de s'éloigner un temps de la vie politique, jusqu'en 1925, se consacrant à d'autres activités dont l'activité thermale de la commune. Il s'investit également dans le milieu du sport : il est le deuxième président de l'Union sportive dacquoise, club omnisports de la ville, à partir de mai 1919,,.
De retour en politique, il est élu conseiller général en 1928, puis devient maire de Dax le 19 mai 1929. Étant donné ses nouvelles fonctions à la mairie, il quitte ses fonctions de président de l'Union sportive dacquoise vers juin-juillet 1929, au profit d'Abel Guichemerre,,.
Il succède à son père au Sénat en 1932.
Quelques semaines après les élections municipales de 1935, il organise un scrutin réservé aux femmes de Dax afin d'élire six conseillères municipales adjointes.
Le 10 juillet 1940, il vote les pleins pouvoirs au maréchal Pétain, ce qui lui vaut d'être déclaré inéligible à la Libération, même s'il a été révoqué de ses mandats par le régime de Vichy en 1941. Il se représente toutefois à la mairie de Dax en 1945, son élection est cassée par le Conseil d'État. Il se représente et est de nouveau élu en 1947 et 1949, deux élections à nouveau cassées par le Conseil d’État. À la suite de l'amnistie de 1953, il retrouve son fauteuil de maire de 1953 à 1959. Il reprend également son siège de conseiller général qu'il conserve jusqu'à sa mort.
En 1947, sa fille Marcelle (1909-1960), épousa en secondes noces le romancier Pierre Benoit.
Il est inhumé auprès de son père et de son grand-père au cimetière Saint-Pierre de Dax.